# Карамышева, Дзидра Петровна
Дзидра Петровна Карамышева (ур. Узтупе (латыш. Dzidra Uztupe-Karamiševa); 2 марта 1930 года, Смилтене Латвия — 27 декабря 2014 года) — латвийская советская баскетболистка и тренер. Заслуженный мастер спорта СССР (1956), заслуженный тренер Латвийской ССР (1973), заслуженный тренер СССР (1979).

## Биография
Окончила Латвийский государственный институт физической культуры.
Призёр чемпионата мира и чемпионка Европы по баскетболу в составе сборной СССР. Первый игрок Латвийской ССР, выступающий за сборную СССР.
На протяжении всего времени карьеры игрока «ТТТ» (Рига) была капитаном команды. В 1965—1979 годах — тренер «ТТТ» (Рига).

## Достижения

### Игрок
- Серебряный призёр чемпионата мира: 1957.
- Чемпион Европы: 1952, 1954 и 1956 и 1962.
- Обладатель Кубка чемпионов: 1960, 1961, 1962.
- Чемпион СССР: 1960, 1961, 1962, 1964.
- Серебряный призёр чемпионата СССР: 1956.
- Бронзовый призёр чемпионата СССР: 1958.
- Чемпион Латвийской ССР по баскетболу: 1950, 1951, 1956, 1959, 1965.
- Обладательница Кубка СССР: 1949, 1953.
- Чемпионка Спартакиад народов СССР: 1963.
- Серебряный призёр Спартакиад народов СССР: 1956.
- Чемпионка Всемирных студенческих игр: 1953, 1955, 1957.
- Чемпион Латвийской ССР по волейболу: 1948, 1949.

## Награды
- Офицер ордена Трёх звёзд (05.11.1998)[1]
- Орден «Знак Почёта» (27.04.1957) — «за успехи, достигнутые в деле развития массового физкультурного движения в стране, повышения мастерства советских спортсменов, и успешное выступление на международных соревнованиях»